# Halowe Mistrzostwa Świata w Lekkoatletyce 2025 – skok w dal mężczyzn
Skok w dal mężczyzn – jedna z konkurencji technicznych rozgrywanych podczas halowych lekkoatletycznych mistrzostw świata w Nanjing’s Cube w Nankinie.
Tytułu mistrzowskiego z 2024 nie obronił Miltiadis Tendoglu.

## Terminarz
Źródło: worldathletics.org.
| Data     | Godzina |       |
| -------- | ------- | ----- |
| 23 marca | 19:40   | Finał |

## Rekordy
W poniższej tabeli przedstawiono (według stanu przed rozpoczęciem mistrzostw) rekord świata, rekord halowych mistrzostw świata, rekordy kontynentów oraz najlepszy wynik na listach światowych w 2025.
|                                   | Zawodnik                    | Wynik | Miejsce              | Data                  |
| --------------------------------- | --------------------------- | ----- | -------------------- | --------------------- |
| Rekord świata                     | Mike Powell                 | 8,95  | Tokio                | 30 sierpnia 1991(dts) |
| Rekord halowych mistrzostw świata | Iván Pedroso                | 8,62  | Maebashi             | 7 marca 1999(dts)     |
| Rekord Afryki                     | Luvo Manyonga               | 8,65  | Potchefstroom        | 22 kwietnia 2017(dts) |
| Rekord Ameryki Południowej        | Irving Saladino             | 8,73  | Hengelo              | 24 maja 2008(dts)     |
| Rekord Ameryki Północnej          | Mike Powell                 | 8,95  | Tokio                | 30 sierpnia 1991(dts) |
| Rekord Australii i Oceanii        | Mitchell Watt               | 8,54  | Sztokholm            | 29 lipca 2011(dts)    |
| Rekord Azji                       | Mohamed Salman Al-Khuwalidi | 8,48  | Sotteville-lès-Rouen | 2 lipca 2006(dts)     |
| Rekord Europy                     | Robert Emmijan              | 8,86  | Cachkadzor           | 22 maja 1987(dts)     |
| Listy światowe                    | Mattia Furlani              | 8,37  | Toruń                | 16 lutego 2025(dts)   |

## Listy światowe
Poniższa tabela przedstawia 10 najlepszych wyników na świecie uzyskanych w sezonie 2025 przed rozpoczęciem mistrzostw.
Źródło: worldathletics.org.
| Poz. | Zawodnik            | Reprezentacja     | Wynik | Data                | Miejsce      |
| ---- | ------------------- | ----------------- | ----- | ------------------- | ------------ |
| 1.   | Mattia Furlani      | Włochy            | 8,37  | 16 lutego(dts) br   | Toruń        |
| 2.   | Tajay Gayle         | Jamajka           | 8,34o | 22 lutego(dts) br   | Kingston     |
| 3.   | Liam Adcock         | Australia         | 8,33o | 1 marca(dts) br     | Perth        |
| 4.   | Zhang Mingkun       | Chiny             | 8,24  | 22 lutego(dts) br   | Pombal       |
| 5.   | Thobias Montler     | Szwecja           | 8,23  | 29 stycznia(dts) br | Belgrad      |
| 6.   | Simon Ehammer       | Szwajcaria        | 8,20  | 7 marca(dts) br     | Apeldoorn    |
| 7.   | Bożidar Sarybojukow | Bułgaria          | 8,19  | 7 marca(dts) br     | Miramas      |
| 7.   | Sander Skotheim     | Estonia           | 8,19  | 1 lutego(dts) br    | Tallinn      |
| 9.   | Jacob Fincham-Dukes | Wielka Brytania   | 8,18  | 31 stycznia(dts) br | Albuquerque  |
| 10.  | Cheswill Johnson    | Stany Zjednoczone | 8,17o | 25 stycznia(dts) br | Johannesburg |
| 10.  | JC Stevenson        | Stany Zjednoczone | 8,17  | 7 lutego(dts) br    | Albuquerque  |

Pogrubioną czcionką oznaczono zawodników, którzy wzięli udział w mistrzostwach.

## Wyniki

### Finał
Źródło: worldathletics.org.
| Pozycja | Zawodnik           | Reprezentacja     | Runda | Runda | Runda | Runda | Runda | Runda | Wynik | Uwagi |
| Pozycja | Zawodnik           | Reprezentacja     | 1     | 2     | 3     | 4     | 5     | 6     | Wynik | Uwagi |
| ------- | ------------------ | ----------------- | ----- | ----- | ----- | ----- | ----- | ----- | ----- | ----- |
| 01 !    | Mattia Furlani     | Włochy            | x     | 8,30  | x     | 8,28  | x     | 8,21  | 8,30  |       |
| 02 !    | Wayne Pinnock      | Jamajka           | 8,20  | 8,28  | x     | 8,29  | x     | 8,20  | 8,29  | SB    |
| 03 !    | Liam Adcock        | Australia         | 8,28  | 8,28  | 8,17  | x     | 8,11  | 8,18  | 8,28  |       |
| 4.      | Shunsuke Izumiya   | Japonia           | 7,59  | 8,21  | –     | 7,72  | r     |       | 8,21  | PB    |
| 5.      | Miltiadis Tendoglu | Grecja            | 7,81  | 7,91  | x     | 8,14  | 8,09  | x     | 8,14  | SB    |
| 6.      | Shu Heng           | Chiny             | 7,77  | 8,14  | x     | x     | x     | x     | 8,14  | SB    |
| 7.      | Cameron Crump      | Stany Zjednoczone | 7,71  | 8,13  | x     | x     | x     | NQ    | 8,13  | SB    |
| 8.      | Gerson Baldé       | Portugalia        | 8,03  | x     | 7,95  | x     | x     | NQ    | 8,03  |       |
| 9.      | Simon Ehammer      | Szwajcaria        | x     | 7,92  | 7,99  | x     | NQ    | NQ    | 7,99  |       |
| 10.     | Tajay Gayle        | Jamajka           | 7,83  | 7,54  | 7,52  | 7,70  | NQ    | NQ    | 7,83  |       |
| 11.     | William Williams   | Stany Zjednoczone | x     | x     | 7,76  | NQ    | NQ    | NQ    | 7,76  |       |
| 12.     | Cheswill Johnson   | Południowa Afryka | 7,64  | 7,50  | x     | NQ    | NQ    | NQ    | 7,64  |       |
| 13.     | Hibiki Tsuha       | Japonia           | 6,30  | x     | 7,13  | NQ    | NQ    | NQ    | 7,13  |       |